# Канацеи
Канацеи (итал. Canazei) је насеље у Италији у округу Тренто, региону Трентино-Јужни Тирол.
Према процени из 2011. у насељу је живело 1001 становника. Насеље се налази на надморској висини од 1445 м.

## Становништво
| 1936. | 1951. | 1961. | 1971. | 1981. | 1991. | 2001. | 2011. |
| ----- | ----- | ----- | ----- | ----- | ----- | ----- | ----- |
| 929   | 1.036 | 1.193 | 1.447 | 1.608 | 1.730 | 1.818 | 1.907 |